# I/flancy
『i/flancy』（アイ・フランシー）は、矢井田瞳の3枚目のオリジナル・アルバム。2002年10月9日発売。発売元は東芝EMI。

## 解説
1年ぶりのオリジナル・アルバム。
アルバム・タイトルは、過去2枚のアルバム『daiya-monde』、『Candlize』と同様に本人による造語で、収録曲にもなっている『i can fly』のアナグラム。

## 制作
「i can fly」には、彼女のフェイヴァリット・シンガーであるイモージェン・ヒープがコーラスで参加している。

## チャート成績
初登場時はオリコンチャート2位であったが、翌週に1位を獲得した。

## ディスクジャケット
ジャケット写真はアイルランドで撮影された。

## パッケージ仕様
特典付初回限定盤と通常盤の2形態で発売。初回限定盤は、ウェブ・ページにアクセス可能な「Life's Like A Love Song」ライヴ音源8cmCDシングル付。

## 収録曲
| 全作詞・作曲: Yaiko、全編曲: Diamond◆Head＆Yaiko。 |                                                     |       |            |      |
| #                                                  | タイトル                                            | 作詞  | 作曲・編曲 | 時間 |
| 1.                                                 | 「Creamed potatoes」                                | Yaiko | Yaiko      | 3:28 |
| 2.                                                 | 「未完成のメロディ」(後に8thシングルとしてリカット) | Yaiko | Yaiko      | 3:45 |
| 3.                                                 | 「アンダンテ」(7thシングル)                         | Yaiko | Yaiko      | 3:30 |
| 4.                                                 | 「Ring my bell」(6thシングル)                       | Yaiko | Yaiko      | 4:20 |
| 5.                                                 | 「虹のドライブ」                                    | Yaiko | Yaiko      | 3:52 |
| 6.                                                 | 「Change your mind」                                | Yaiko | Yaiko      | 3:16 |
| 7.                                                 | 「Dizzy dive」(6thシングルのカップリング曲)         | Yaiko | Yaiko      | 3:25 |
| 8.                                                 | 「会いたい人」                                      | Yaiko | Yaiko      | 3:19 |
| 9.                                                 | 「i can fly」                                       | Yaiko | Yaiko      | 5:22 |
| 10.                                                | 「i really want to understand you」                 | Yaiko | Yaiko      | 4:04 |
| 11.                                                | 「明日からの手紙」                                  | Yaiko | Yaiko      | 4:50 |
| 合計時間:                                          | 合計時間:                                           | 43:11 |            |      |

| #  | タイトル                                                       | 作詞 | 作曲・編曲 |
| -- | -------------------------------------------------------------- | ---- | ---------- |
| 1. | 「Life's Like A Love Song（Live version 〜2002, 夏、大阪〜）」 |      |            |

### タイアップ
- 東芝HDD&DVDレコーダー「RD-Style」、東芝「au A5304T」CMソング（M-2）
- 日本テレビ系「ろみひー」エンディングテーマ（M-3）
- 資生堂「neue Virgin Bright」CMソング（M-4）
- CSニッポン キャンペーンソング（M-7）